# رابطة علماء المسلمين
رابطة علماء المسلمين هي تجمع علمي منظم من علماء المسلمين يساهم في توحيد صفوف المسلمين وجمع كلمتهم من خلال جمع طاقات العلماء وتقديم حلول شرعية للقضايا المعاصرة وفق منهج أهل السنة والجماعة.

## الرؤية
تكوين مرجعية عالمية راشدة لإحياء دور العلماء في نهضة الأمة المسلمة.

## الرسالة
تجمع علمي منظم من علماء المسلمين يساهم في توحيد صفوف المسلمين وجمع كلمتهم من خلال جمع طاقات العلماء وتقديم حلول شرعية للقضايا المعاصرة وفق منهج أهل السنة والجماعة.

## الأهداف
1. المساهمة في توحيد كلمة علماء الأمة وإبراز مكانتهم بين المسلمين.
2. استنباط الأحكام الشرعية للحوادث والنوازل وللقضايا المعاصرة ورد الشبهات حول الإسلام ونبيه صلى الله عليه وسلم وفق منهج علمي وبيان ذلك للمسلمين
3. كشف المخططات المعادية للإسلام والتصدي لها بشتى الوسائل المشروعة.
4. تحذير الأمة وحمايتها من المناهج والعقائد المنحرفة والتيارات الهدامة وبيان موقف الإسلام منهابل
5. التواصل مع الهيئات الرسمية والمؤسسات العلمية والدعوية والإعلامية والخيرية فيما يحقق نهضة الأمة

## أعضاء الهيئة العليا
السعودية
- محمد العريفي
- ناصر الحنيني
- ناصر العمر
- عبدالعزيز التركي
- عبد الرحمن المحمود

مصر
- محمد يسري إبراهيم
- على السلوس

مورتانيا
- محمد سيديا

لبنان
- عدنان أمامه

تركيا
- عبد الله الاثري

السودان
- محمد عبد الكريم
- الأمين الحاج

البحرين
- عادل حسن الحمد

اليمن
- عبد الوهاب الحيمقاني
- عقيل المقطري
- عبد الله فيصل الأهدل
- عبدالله بن محمد الحاشدي

سوريا
- خير الله طالب